# Icterus graceannae
Icterus graceannae là một loài chim trong họ Icteridae.